# Getskär (Lemland, Åland)
Getskär är en ö i Åland (Finland). Den ligger i Skärgårdshavet eller Ålands hav och i kommunen Lemland i landskapet Åland, i den sydvästra delen av landet. Ön ligger nära Mariehamn och omkring 280 kilometer väster om Helsingfors.
Öns area är 11,5 hektar och dess största längd är 0,5 kilometer i nord-sydlig riktning. Ön höjer sig omkring 20 meter över havsytan.